# Kanton Langeais
Langeais is een kanton van het Franse departement Indre-et-Loire. Het kanton maakt deel uit van de arrondissementen Chinon (14) en Tours (15).

## Gemeenten
Het kanton Langeais omvatte tot 2014 de volgende 9 gemeenten:
- Avrillé-les-Ponceaux
- Cinq-Mars-la-Pile
- Cléré-les-Pins
- Les Essards
- Ingrandes-de-Touraine
- Langeais (hoofdplaats)
- Mazières-de-Touraine
- Saint-Michel-sur-Loire
- Saint-Patrice

Bij de herindeling van de kantons door het decreet van 18 februari 2014, met uitwerking op 22 maart 2015, werden daar de 23 gemeenten van de opgeheven kantons Bourgeuil en             Château-la-Vallière aan toegevoegd, namelijk :
- Ambillou
- Benais
- Bourgueil
- Braye-sur-Maulne
- Brèches
- Channay-sur-Lathan
- La Chapelle-sur-Loire
- Château-la-Vallière
- Chouzé-sur-Loire
- Continvoir
- Couesmes
- Courcelles-de-Touraine
- Gizeux
- Hommes
- Lublé
- Marcilly-sur-Maulne
- Restigné
- Rillé
- Saint-Laurent-de-Lin
- Saint-Nicolas-de-Bourgueil
- Savigné-sur-Lathan
- Souvigné
- Villiers-au-Bouin

Op 1 januari 2017:

 werd de gemeente Les Essards toegevoegd aan de gemeente Langeais die daarmee het statuut van 'commune nouvelle' kreeg.

 werden de gemeenten Saint-Patrice, Ingrandes-de-Touraine en Saint-Michel-sur-Loire samengevoegd tot de fusiegemeente (commune nouvelle) Coteaux-sur-Loire.

Hierdoor daalde het aantal gemeenten naar 29.